# Селник (Іг)
Селник (словен. Selnik) — поселення в общині Іг, Осреднєсловенський регіон, Словенія. Висота над рівнем моря: 563,8 м.